# Christof Kessler
Christof Kessler (* 4. Mai 1950 in Kattowitz) ist ein deutscher Neurologe und Autor. Er ist im Bereich der Schlaganfallforschung und Nachbehandlung von Schlaganfallpatienten tätig.

## Leben
1957 siedelte die Familie aus Polen nach Wetzlar in Hessen über. 1969 legte Kessler am Goethe-Gymnasium Wetzlar das Abitur ab. Kessler studierte an der Justus-Liebig-Universität Gießen und der Ruprecht-Karls-Universität Heidelberg Humanmedizin und erhielt 1977 die Approbation als Arzt. Im selben Jahr wurde er zum Dr. med. promoviert. 1986 erhielt er die Facharztanerkennung zum Arzt für Neurologie.
Von 1986 bis 1987 war Oberarzt an der neurologischen Klinik der Krankenanstalten Köln-Merheim und von 1987–1993 leitender Oberarzt und stellvertretender Klinikdirektor an der neurologischen Klinik der medizinischen Universität zu Lübeck.
1989 habilitierte sich Kessler für das Fach Neurologie mit einem Thema zur Schlaganfalldiagnostik. 1992 wurde er zum C 3-Professor für das Fach Neurologie ernannt. Von Januar 1994 bis Dezember 2016 war Kessler Direktor der Klinik und Poliklinik für Neurologie und Lehrstuhlinhaber für das Fach Neurologie an der Ernst-Moritz-Arndt-Universität. Mit seinem Amtsantritt wurde die bisherige Nervenklinik in eine Klinik für Neurologie und eine Klinik für Psychiatrie aufgeteilt. Er ist somit der erste Lehrstuhlinhaber für das Fach Neurologie an der Ernst-Moritz-Arndt-Universität Greifswald.
Kessler ist mit der Urologin Petra Kessler-Zumpe verheiratet und hat vier Kinder.
Seit dem Januar 2017 arbeitet er freiberuflich in seiner Privat- und Gutachtenpraxis und als Buchautor.

## Leistungen
Schwerpunkt der Forschung und klinischen Tätigkeit ist die Verbesserung der Schlaganfall-Versorgung. In Greifswald wurde die erste zertifizierte Stroke Unit (Schlaganfall-Spezialstation) in den neuen Bundesländern etabliert. Kessler ist Mitglied des Zertifizierungsausschusses der Deutschen Schlaganfallgesellschaft. Er hat 1996 den Forschungsverbund Community Medicine der Fakultät mitbegründet und war bis 2002 dessen Sprecher. Von 2002 bis 2016 war er Sprecher des Departments Neurowissenschaften an der Universitätsmedizin Greifswald. Er war von 2008 bis 2014 Mitglied des akademischen Senats, und von 2010 bis 2014 stellvertretender Senatsvorsitzender. Von 2008 bis 2016 war Kessler gewähltes Mitglied des Fakultätsrats, von 2014 bis 2016 war er Prodekan und Mitglied des Klinikumsvorstandes und der Strukturkommission der Fakultät. Er war Leiter des vom BMBF geförderten Projektes „Genetische und nicht genetische Risikofaktoren kardiovaskuläre Erkrankungen“ und hat federführend zahlreiche Drittmittelprojekte eingeworben (u. a. Impact G: Zerebrale Plastizität, EU Förderung mit einem Volumen von >1,2 Millionen €). Er hat im Auftrag der Welt Gesundheit Organisation den neurologischen Teile der internationale Klassifikation neurologischer Erkrankungen (ICD-10) übersetzt.

## Arbeit als Schriftsteller
Neben Fach- und Sachliteratur schreibt Kessler belletristische Werke. Seinen dritten Roman Entscheidung auf Hiddensee, 2025 erschienen im Lübecker Verlag Rote Katze, erkor der  NDR zum Buch des Monats Mai 2025 und stellte Kessler und sein Werk in der Sendung Kultur Journal vor. Der historische Roman handelt von dem jungen Arzt Gottfried Benn, der auf Hiddensee die Beziehung zu der älteren Schriftstellerin Else Lasker-Schüler reflektiert, vor der Entscheidung steht, neben Gedichten auch Prosa zu schreiben und auf der Künstlerinsel Berühmtheiten begegnet.

## Publikationen

### Medizinische Fachliteratur
- Internationale Klassifikation neurologischer Erkrankungen. Huber, Bern 2001, ISBN 3-456-82188-3.
- Der Schlaganfall. Bund-Verlag, Köln 1990, ISBN 3-7663-2214-1.
- El ataque cerebral. Ed. Mensajero, Bilbao 1996, ISBN 84-271-1991-7.
- Platelets and atherosclerosis. Springer, Berlin 1991, ISBN 3-540-53006-1.
- Thrombozytenszintigraphie bei zerebrovaskulären Erkrankungen. Springer, Berlin 1990, ISBN 3-540-52598-X.

### Belletristik
- Wahn. Stories. Eichborn, Köln 2013, ISBN 978-3-8479-0551-6.
- Männer, die in Schränken sitzen. Panik, Zwang und andere Störungen. Eichborn, Köln 2015, ISBN 978-3-8479-0596-7.
- Entscheidung auf Hiddensee. Rote Katze, Lübeck 2025, ISBN 978-3-910563-29-2

### Sachbücher
- Glücksgefühle, wie Glück im Gehirn entsteht. C.Bertelsmann-Verlag – Random House, Gütersloh/München 2017, ISBN 978-3-570-10312-8.
- Essen für den Kopf, Rezepte gegen Demenz, Depression, Migräne und mehr, Wie die richtige Ernährung unser Gehirn positiv beeinflusst. Südwest, München 2019, ISBN 978-3-517-09845-6.
- Essen für ein langes Leben, Auf die Ernährung kommt es an. Südwest, München 2021, ISBN 978-3-517-09984-2.